# Arrondissement Haguenau-Wissembourg
Das Arrondissement Haguenau-Wissembourg ist ein Verwaltungsbezirk im Département Bas-Rhin in der Europäischen Gebietskörperschaft Elsass und in der französischen Region Grand Est. Es entstand zum 1. Januar 2015 durch den Zusammenschluss der Arrondissements Wissembourg und Haguenau.

## Geschichte
Das Arrondissement wurde am 1. Januar 2015 gegründet, als das Arrondissement Wissembourg dem Arrondissement Haguenau angegliedert und dieses in Arrondissement Haguenau-Wissembourg umbenannt wurde. Zudem kamen weitere Gemeinden aus den Arrondissements Strasbourg-Campagne und Saverne hinzu.

## Kantone
- Bischwiller
- Kanton Bouxwiller (mit einer von 53 Gemeinden)
- Brumath (mit 19 von 22 Gemeinden)
- Haguenau
- Reichshoffen
- Wissembourg

## Gemeinden
Die Gemeinden des Arrondissements Haguenau-Wissembourg sind:
| 1. Aschbach (67012)            | 2. Batzendorf (67023)                  | 3. Beinheim (67025)                | 4. Bernolsheim (67033)                 |
| 5. Berstheim (67035)           | 6. Betschdorf (67339)                  | 7. Biblisheim (67037)              | 8. Bietlenheim (67038)                 |
| 9. Bilwisheim (67039)          | 10. Bischwiller (67046)                | 11. Bitschhoffen (67048)           | 12. Brumath (67067)                    |
| 13. Buhl (67069)               | 14. Cleebourg (67074)                  | 15. Climbach (67075)               | 16. Crœttwiller (67079)                |
| 17. Dalhunden (67082)          | 18. Dambach (67083)                    | 19. Dauendorf (67087)              | 20. Dieffenbach-lès-Wœrth (67093)      |
| 21. Donnenheim (67100)         | 22. Drachenbronn-Birlenbach (67104)    | 23. Drusenheim (67106)             | 24. Durrenbach (67110)                 |
| 25. Eberbach-Seltz (67113)     | 26. Engwiller (67123)                  | 27. Eschbach (67132)               | 28. Forstfeld (67140)                  |
| 29. Forstheim (67141)          | 30. Fort-Louis (67142)                 | 31. Frœschwiller (67147)           | 32. Gambsheim (67151)                  |
| 33. Geudertheim (67156)        | 34. Gœrsdorf (67160)                   | 35. Gries (67169)                  | 36. Gumbrechtshoffen (67174)           |
| 37. Gundershoffen (67176)      | 38. Gunstett (67177)                   | 39. Haguenau (67180)               | 40. Hatten (67184)                     |
| 41. Hegeney (67186)            | 42. Herrlisheim (67194)                | 43. Hochstett (67203)              | 44. Hœrdt (67205)                      |
| 45. Hoffen (67206)             | 46. Hunspach (67213)                   | 47. Huttendorf (67215)             | 48. Ingolsheim (67221)                 |
| 49. Kaltenhouse (67230)        | 50. Kauffenheim (67231)                | 51. Keffenach (67232)              | 52. Kesseldorf (67235)                 |
| 53. Kilstett (67237)           | 54. Kindwiller (67238)                 | 55. Krautwiller (67249)            | 56. Kriegsheim (67250)                 |
| 57. Kurtzenhouse (67252)       | 58. Kutzenhausen (67254)               | 59. Lampertsloch (67257)           | 60. Langensoultzbach (67259)           |
| 61. Laubach (67260)            | 62. Lauterbourg (67261)                | 63. Lembach (67263)                | 64. Leutenheim (67264)                 |
| 65. Lobsann (67271)            | 66. Memmelshoffen (67288)              | 67. Merkwiller-Pechelbronn (67290) | 68. Mertzwiller (67291)                |
| 69. Mietesheim (67292)         | 70. Mittelschaeffolsheim (67298)       | 71. Mommenheim (67301)             | 72. Morsbronn-les-Bains (67303)        |
| 73. Morschwiller (67304)       | 74. Mothern (67305)                    | 75. Munchhausen (67308)            | 76. Neewiller-près-Lauterbourg (67315) |
| 77. Neuhaeusel (67319)         | 78. Niederbronn-les-Bains (67324)      | 79. Niederlauterbach (67327)       | 80. Niedermodern (67328)               |
| 81. Niederrœdern (67330)       | 82. Niederschaeffolsheim (67331)       | 83. Niedersteinbach (67334)        | 84. Oberbronn (67340)                  |
| 85. Oberdorf-Spachbach (67341) | 86. Oberhoffen-lès-Wissembourg (67344) | 87. Oberhoffen-sur-Moder (67345)   | 88. Oberlauterbach (67346)             |
| 89. Oberrœdern (67349)         | 90. Obersteinbach (67353)              | 91. Offendorf (67356)              | 92. Offwiller (67358)                  |
| 93. Ohlungen (67359)           | 94. Olwisheim (67361)                  | 95. Preuschdorf (67379)            | 96. Reichshoffen (67388)               |
| 97. Retschwiller (67394)       | 98. Riedseltz (67400)                  | 99. Rittershoffen (67404)          | 100. Rœschwoog (67405)                 |
| 101. Rohrwiller (67407)        | 102. Roppenheim (67409)                | 103. Rothbach (67415)              | 104. Rott (67416)                      |
| 105. Rottelsheim (67417)       | 106. Rountzenheim-Auenheim (67418)     | 107. Salmbach (67432)              | 108. Schaffhouse-près-Seltz (67440)    |
| 109. Scheibenhard (67443)      | 110. Schirrhein (67449)                | 111. Schirrhoffen (67450)          | 112. Schleithal (67451)                |
| 113. Schœnenbourg (67455)      | 114. Schweighouse-sur-Moder (67458)    | 115. Seebach (67351)               | 116. Seltz (67463)                     |
| 117. Sessenheim (67465)        | 118. Siegen (67466)                    | 119. Soufflenheim (67472)          | 120. Soultz-sous-Forêts (67474)        |
| 121. Stattmatten (67476)       | 122. Steinseltz (67479)                | 123. Stundwiller (67484)           | 124. Surbourg (67487)                  |
| 125. Trimbach (67494)          | 126. Uhlwiller (67497)                 | 127. Uhrwiller (67498)             | 128. Uttenhoffen (67502)               |
| 129. Val-de-Moder (67372)      | 130. Wahlenheim (67510)                | 131. Walbourg (67511)              | 132. Weitbruch (67523)                 |
| 133. Weyersheim (67529)        | 134. Windstein (67536)                 | 135. Wingen (67537)                | 136. Wintershouse (67540)              |
| 137. Wintzenbach (67541)       | 138. Wissembourg (67544)               | 139. Wittersheim (67546)           | 140. Wœrth (67550)                     |
| 141. Zinswiller (67558)        |                                        |                                    |                                        |

## Ehemalige Gemeinden seit der landesweiten Neuordnung der Arrondissements
bis 2018:
Val de Moder, Rountzenheim, Auenheim
bis 2015:
La Walck, Pfaffenhoffen, Uberach